# Norbert Mueller
Norbert Edward Mueller (Waterloo (Ontario), 14 februari 1906 - Toronto, 6 juli 1956) was een Canadese ijshockeyspeler. 
Mueller won met zijn ploeg in 1927 de Allan Cup en mocht daarom met zijn ploeggenoten van de Toronto Graduates Canada vertegenwoordigen op de Olympische Winterspelen 1928 in Sankt Moritz en won de gouden medaille. Tijdens deze spelen kwam Hudson alleen in de  wedstrijd tegen Groot-Brittannië in actie. In 1932 won Mueller wederom de Allan Cup.